# Rawda

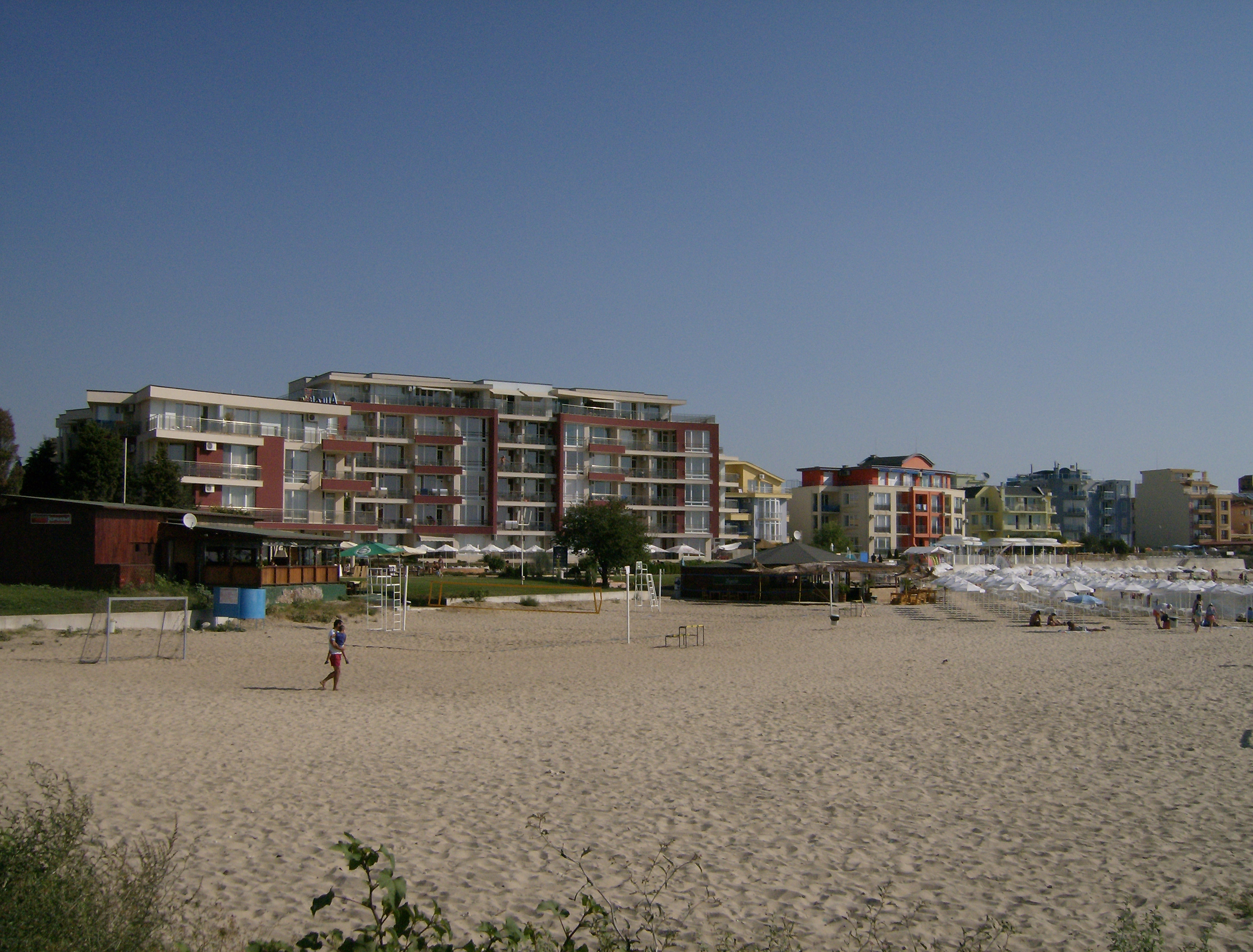
Blick auf Rawda

Rawda (auch Ravda, bulgarisch Равда) ist ein Dorf in Bulgarien in der Gemeinde Nessebar, in der Provinz Burgas. Rawda liegt an der bulgarischen Schwarzmeerküste.

## Lage
Rawda liegt im nördlichen Teil der Burgasebene, im Golf von Burgas. Im Norden grenzt das Dorf an das Gemeindezentrum Nessebar an und an den größten Touristenort Bulgariens – Sonnenstrand. Rawda liegt rund 20 km nördlich vom Flughafen Burgas.

## Geschichte
Rawda wurde 1924 von bulgarischen Flüchtlingen aus dem heutigen Norden Griechenlands (→ Makedonische Bulgaren) gegründet. Die kamen vornehmlich aus den makedonischen Orten Athyra und Koufalia bei Thessaloniki, einige Familien jedoch aus Mikro Monastiri, Paralimni, Kastaneri, Rachona, Krya Vrysi, Galatades und Axos.
Während der sozialistischen Zeit war Rawda für seine Ferienlager bekannt. Seit der Demokratisierung des Landes Anfang der 1990er Jahre sind viele neue Hotels und Resorts entstanden. Der Ort ist seit etwa 2005 Namensgeber für den Ravda Peak auf der Livingston-Insel in der Antarktis.

## Verkehr
Rawda ist an das ÖPNV-Netz der Gemeinde Nessebar angeschlossen, und Busse verkehren zwischen Rawda und Nessebar jede 20 min und zwischen Rawda und Burgas alle 30 min. Darüber hinaus besteht die Möglichkeit, mit Wassertaxis an die Orte in der Bucht von Burgas zu gelangen.